# Diego Conde
Diego José Conde Alcolado, noto semplicemente come Diego Conde (Madrid, 28 ottobre 1998), è un calciatore spagnolo, portiere del Villarreal.

## Biografia
È il fratello della cestista María Conde.

## Carriera
Cresciuto nel settore giovanile dell'Atlético Madrid, dopo aver rinnovato con i Colchoneros fino al 2021 il 16 luglio 2018 si trasferisce a titolo temporaneo al Navalcarnero. Il 28 agosto 2020 viene ceduto in prestito al Leganés; nel 2021 si trasferisce al Getafe, con cui debutta in Primera División il 4 febbraio 2022, nella partita vinta per 3-0 contro il Levante.
Il 16 giugno 2023 fa ritorno, da svincolato, al Leganés, con cui firma un biennale; con i Pepineros vince il campionato di Segunda División, risultando il portiere meno battuto del torneo.
Il 2 luglio 2024 viene acquistato dal Villarreal, con cui si lega fino al 2029.

## Statistiche

### Presenze e reti nei club
Statistiche aggiornate al 2 novembre 2024.
| Stagione                 | Squadra                  | Campionato               | Campionato | Campionato | Coppe nazionali | Coppe nazionali | Coppe nazionali | Coppe continentali | Coppe continentali | Coppe continentali | Altre coppe | Altre coppe | Altre coppe | Totale | Totale | Totale |
| Stagione                 | Squadra                  | Comp                     | Pres       | Reti       | Comp            | Pres            | Reti            | Comp               | Pres               | Reti               | Comp        | Pres        | Reti        | Pres   | Reti   |        |
| ------------------------ | ------------------------ | ------------------------ | ---------- | ---------- | --------------- | --------------- | --------------- | ------------------ | ------------------ | ------------------ | ----------- | ----------- | ----------- | ------ | ------ | ------ |
| 2017-2018                | Atlético Madrid B        | SDB                      | 4          | -7         | -               | -               | -               | -                  | -                  | -                  | -           | -           | -           | 4      | -7     |        |
| 2018-2019                | Navalcarnero             | SDB                      | 23         | -40        | -               | -               | -               | -                  | -                  | -                  | -           | -           | -           | 23     | -40    |        |
| 2019-2020                | Atlético Madrid B        | SDB                      | 15         | -14        | -               | -               | -               | -                  | -                  | -                  | -           | -           | -           | 15     | -14    |        |
| Totale Atletico Madrid B | Totale Atletico Madrid B | Totale Atletico Madrid B | 19         | -21        |                 | -               | -               |                    | -                  | -                  |             | -           | -           | 19     | -21    |        |
| 2020-2021                | Leganés                  | SD                       | 3          | -5         | CR              | 0               | 0               | -                  | -                  | -                  | -           | -           | -           | 3      | -5     |        |
| 2021-2022                | Getafe                   | PD                       | 1          | 0          | CR              | 0               | 0               | -                  | -                  | -                  | -           | -           | -           | 1      | 0      |        |
| 2022-2023                | Getafe                   | PD                       | 0          | 0          | CR              | 0               | 0               | -                  | -                  | -                  | -           | -           | -           | 0      | 0      |        |
| Totale Getafe            | Totale Getafe            | Totale Getafe            | 1          | 0          |                 | 0               | 0               |                    | -                  | -                  |             | -           | -           | 1      | 0      |        |
| 2023-2024                | Leganés                  | SD                       | 40         | -26        | CR              | 0               | 0               | -                  | -                  | -                  | -           | -           | -           | 40     | -26    |        |
| Totale Leganés           | Totale Leganés           | Totale Leganés           | 43         | -31        |                 | 0               | 0               |                    | -                  | -                  |             | -           | -           | 43     | -31    |        |
| 2024-2025                | Villarreal               | PD                       | 11         | -19        | CR              | 0               | 0               | -                  | -                  | -                  | -           | -           | -           | 11     | -19    |        |
| Totale carriera          | Totale carriera          | Totale carriera          | 97         | -111       |                 | 0               | 0               |                    | -                  | -                  |             | -           | -           | 97     | -111   |        |

## Palmarès

### Club

#### Competizioni nazionali
- Segunda División: 1

Leganés: 2023-2024